# Louis-Xavier de Ricard
Louis-Xavier de Ricard (Fontenay-sous-Bois 1843 - Marsella 1911) fue un político francés y escritor en lengua occitana y en lengua francesa. 

## Biografía
Hijo de un general bonapartista, Joseph-Bartélemy de Ricard, se dedicó a la literatura y en 1863 fundó La revue du progrès donde colaboraron Paul Verlaine, Léon Gambetta y Raoul Rigault, futuro procurador de la Comuna de París. Su publicación sólo duró un año y además le supuso una denuncia judicial por ultraje a la moral pública, llegando a ser condenado a ocho meses de cárcel en 1864, aunque sólo llegó a cumplir tres. A la terminación de su condena, muchos poetas le manifestaron su apoyo y solidaridad, fundando a continuación un salón literario en casa de su madre, en el que se reunieron y tomaron contacto muchos de los grandes escritores franceses del futuro: Paul Verlaine, Villiers de l'Isle-Adam, Anatole France, o el primer premio Nobel, Sully Prudhomme. El propio Verlaine le dedicó uno de sus poemas más extensos "La muerte de Felipe II". En 1865 fundó una nueva revista, L'Art. Junto a Catulle Mèndes, en 1866 codirigió la primera antología de Le Parnasse contemporain, editada por Alphonse Lemerre, que constituyó el germen del parnasianismo. Posteriormente, escribió en el Journal des Voyages. 
Hasta 1870 se dedicó al periodismo, donde destacó por su republicanismo y anticlericalismo. Tomó parte en la Comuna de París, razón por la que se exilió en 1871 tras su desaparición. Más tarde se instaló en Montpellier, donde se hizo amigo del poeta occitano August Fourès. Ambos emprendieron la lucha contra el Félibrige conservador, en defensa de un occitanismo republicano, anticlerical y socialista, el portavoz del cual fue La Lauseta (1877-1879). En 1881 se presentó a las elecciones municipales de Montpellier con el socialista Paul Brousse, pero fue derrotado. En 1885 fundó el diario de tendencia socialista Le Languedoc. En 1897 marchó a París a ejercer el periodismo, pero en 1906 volvió a Marsella, donde murió. Discípulo de Pierre-Joseph Proudhon, publicó Le Fédéralisme (1878).

## Poesía
En los comienzos de su carrera literaria, se destacó como poeta en lengua francesa, con su poemario Ciel, rue et foyer, el primero editado por Alphonse Lemerre, en el que cultivó una estética abiertamente parnasiana. Si bien, inicialmente, no había sentido gran estima por los postulados de Leconte de Lisle, su amigo Sully Prudhomme le convenció de que era posible conciliar sus propias ideas progresistas con la teoría del Arte por el Arte (a la que se consideraba una estética de carácter "contrarrevolucionaria", por oponerse al realismo social). Sin embargo, la postura abiertamente anticlerical de Leconte de Lisle, el jefe de filas del parnasianismo, consiguió que Ricard se convenciera de que la teoría del Arte por el Arte podía dar cabida a un arte combativo. Así, en sus poemas, Ricard rechazó la descuidada métrica de la poesía romántica, caracterizada por su nostalgia de la Edad Media, al mismo tiempo que ensalzaba el género de la epopeya, típicamente griego y de origen precristiano.
Tuvo una participación destacada en la primera antología de Le Parnasse contemporain, al que contribuyó con diez poemas; así como una más modesta en la segunda (1869) y la tercera (1876), donde sólo aparecieron dos y uno, respectivamente.

## Obras
- La Résurrection de la Pologne, 1863.
- Ciel, rue et foyer, poemario, imprenta de Alphonse Lemerre, 1866.
- Le Fédéralisme, 1877.
- Un poète national : Auguste Fourès,  1888.
- L'Esprit politique de la Réforme, 1893.
- Officier de fortune! : aventures de Marie-Armand de Guerry de Maubreuil, 1899.
- Histoire mondaine du Second Empire: en attendant l'Impératrice, 1852-1853.
- Madame de la Valette, 1901.
- Les Sept Péchés capitaux: la colère, 1901.